# 北郷資忠
北郷 資忠（ほんごう すけただ）は、南北朝時代の薩摩及び日向の武将。薩摩守護島津氏の有力支族である北郷氏初代当主。島津宗家4代当主である島津忠宗の六男。

## 生涯

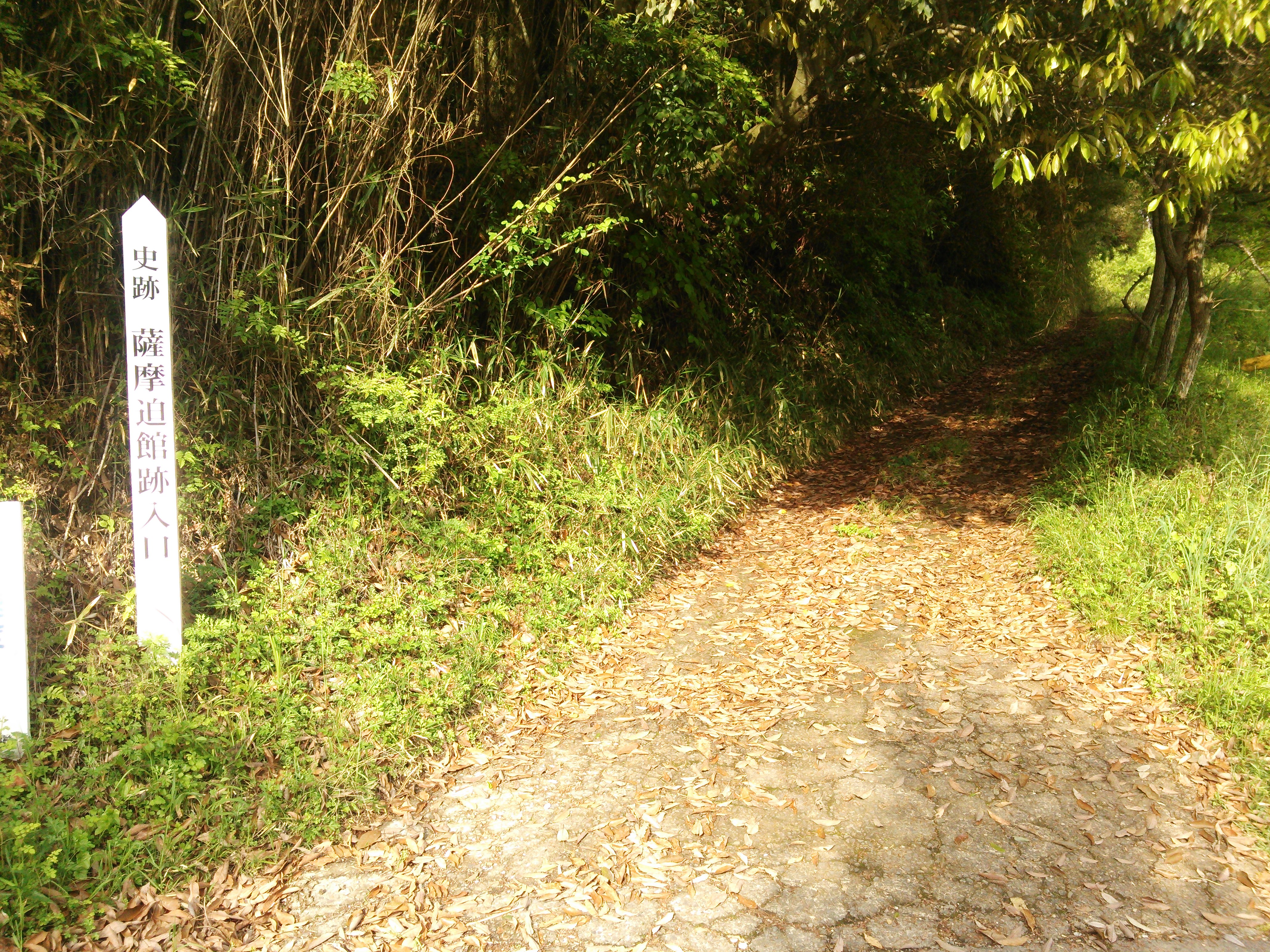
薩摩迫館跡の入り口

島津宗家4代当主・忠宗には7人の男子があった。長男貞久は宗家を継ぎ、次男忠氏は和泉氏、三男忠光は佐多氏、四男時久は新納氏、五男資久は樺山氏、六男資忠は北郷氏、七男久泰は石坂氏を興し、「七人島津」と呼ばれた。当時の諸分家は、家の由緒を将軍家・幕府との直接的な関係に求めており、島津宗家との間に身分の上下はないとしていた。
資忠の生年は不詳であるが、建武3年（1336年）、島津氏の大隅国加瀬田城攻めの際に搦手大将として従軍している。その後も島津氏の一員として各地を転戦した。観応2年（1351年）、足利氏に従い北朝方の武将として南朝方と戦い、その功績が認められ、足利尊氏又は義詮の下文をもって薩摩迫一帯（現在の宮崎県都城市山田町古江）の庄内北郷の地300町を与えられた。文和元年（1352年）、その地に館を構え、郷名を取って北郷氏を称した。
また、在地土豪の宮丸氏と姻戚関係を結び、その所領を継承し北郷氏の礎を築いた。なお一時期、南九州では南朝方が優勢になり、島津宗家は南朝方に転じ北郷氏も南朝方となった。これに怒った足利氏は北郷を肥後球磨の相良氏に与えたが、ほどなく宗家ともども北朝方に復している。

## 北郷資忠を祀る神社

### 安永諏訪社

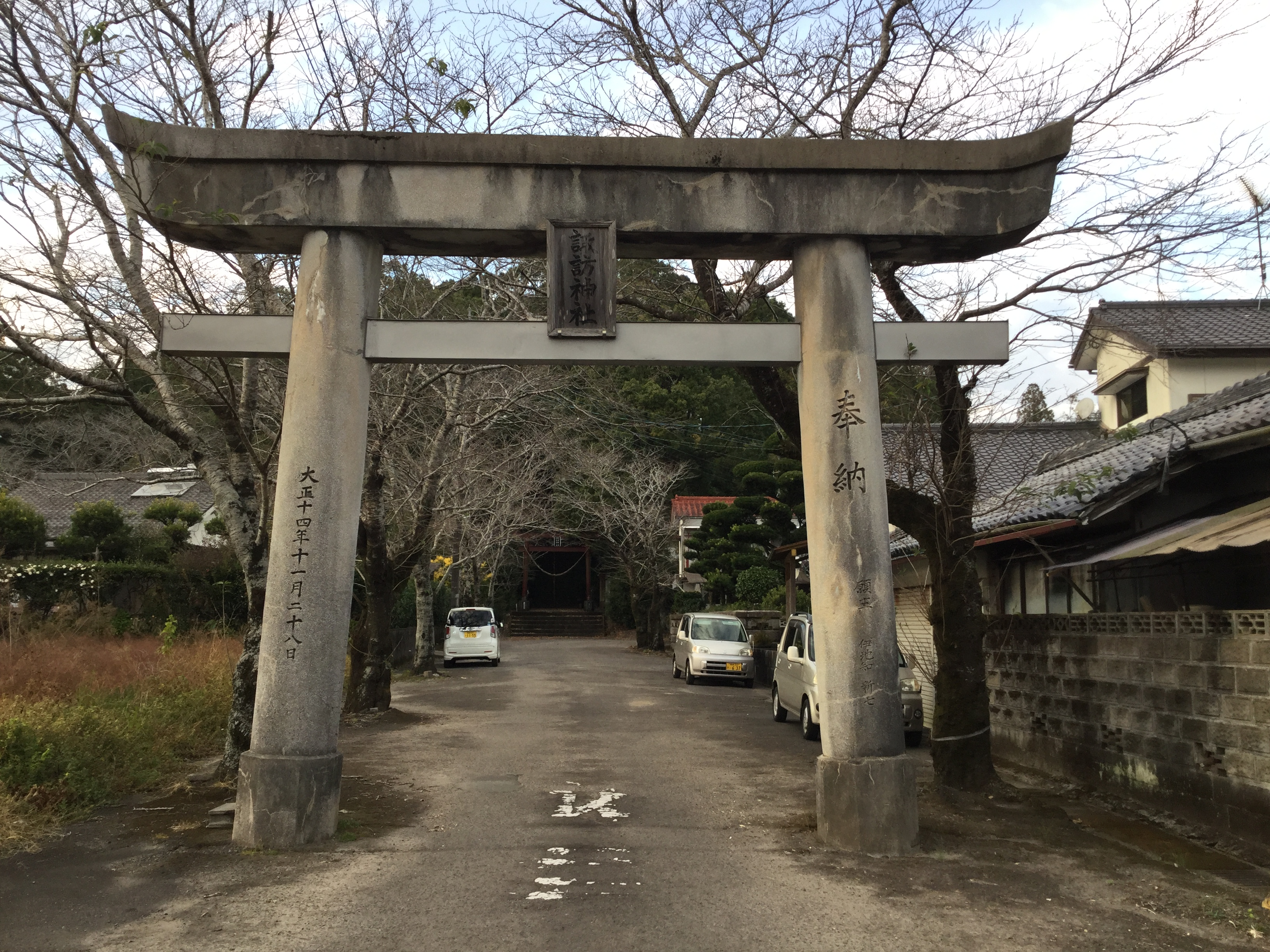
都城市庄内町の諏訪神社の一の鳥居

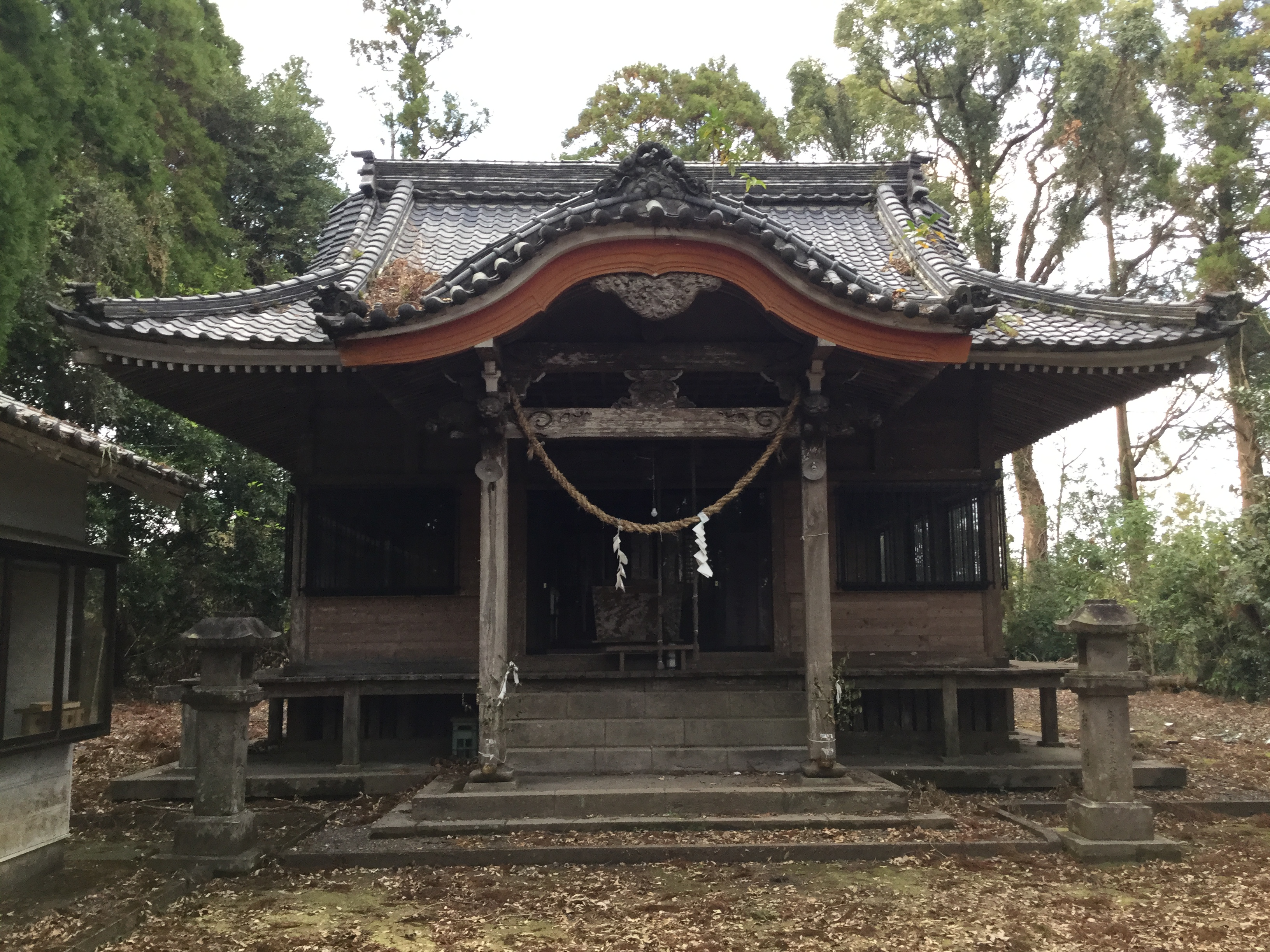
都城市庄内町の諏訪神社の社殿

都城市庄内町の安永諏訪神社は、文和4年（1355年）に資忠が創建したと伝えられている。資忠が北郷入部前に常日頃崇敬していた薩摩の諏訪神社に参詣した際、社頭から一本の鎌が飛んできて資忠の直衣の袖に入った。神意を感じた資忠はその鎌を奉じ、家臣石川氏を祠官として庄内安永の地に諏訪神社を勧請し尚武の祈願所とした。
この由来は、都城の諏訪神社は鹿児島の諏訪神社の分神である事を示している。また、鎌が飛んできて袖に入ったというのは、にわかには信じられないが、鎌は農民にとって、草を刈ったりするのに必要な農具であり、それが袖に入るという事は、農民をその手の中におさめたという事を意味する。すなわち、資忠がこの地の人々を収めたという事を象徴的に示している物ともいえる。
以来、安永諏訪神社への累代の領主の尊崇は篤く、応安5年（1372年）6月1日、社殿再興の樟板2枚に上諏訪大明神・下諏訪大明神と記されていた。また、天文年間には8代領主忠相は神馬を奉献し、10代領主時久は天正11年（1583年）7月24日、19代領主島津久龍は享保3年（1718年）12月に社を再興している。近代の社殿改築も、明治20年（1887年）11月20日に島津久家より金5円の寄進があり、代々の領主が今日に至るまで変わりなく崇敬してきた事が分かる。
祭礼も盛大で格別なものであった。江戸時代までは、旧暦の7月28日に「諏訪祭礼」が行われていた。この祭りは領主主導の祭りで、その準備には領内のあらゆる身分の人々が当たっており、領主による直接参詣も行われていた。
祭礼当日、領主は朝六つ時に諏訪神社に向けて出発、その行列は総勢約260人を数え、さながら行軍を思わせる物であった。その道筋は、祭礼前に道普請によって整備、清められていた。領主が神社に到着すると、社頭で舞楽などが行われ、門農民による相撲、流鏑馬、あげ馬などが行われていた。
このように、都城にとって領主が「御社参」といえば安永諏訪神社のことであり、都城の鎮守としての役割を持っていたものと思われる。

### 豊幡神社

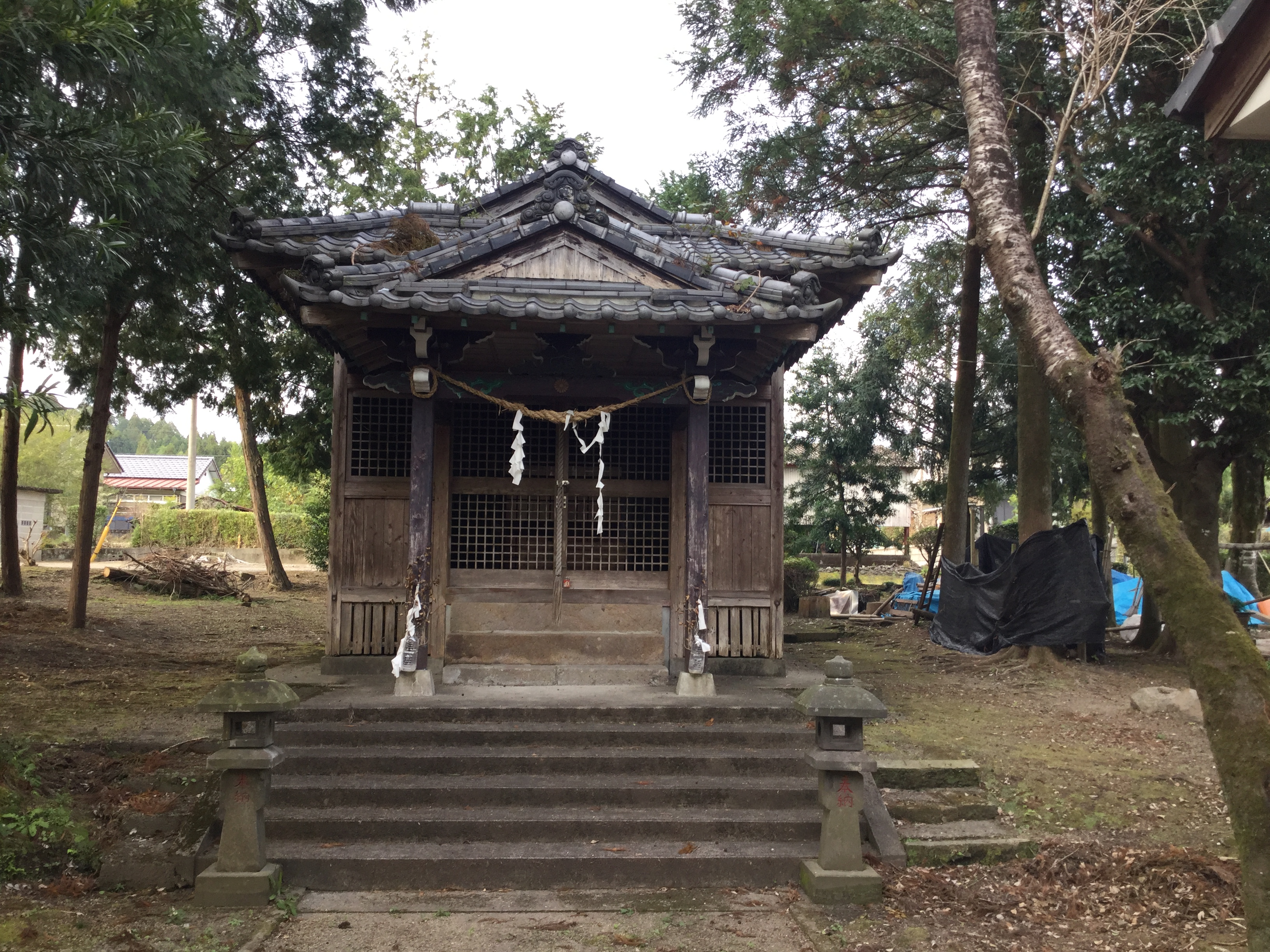
都城市庄内町の豊幡神社の社殿

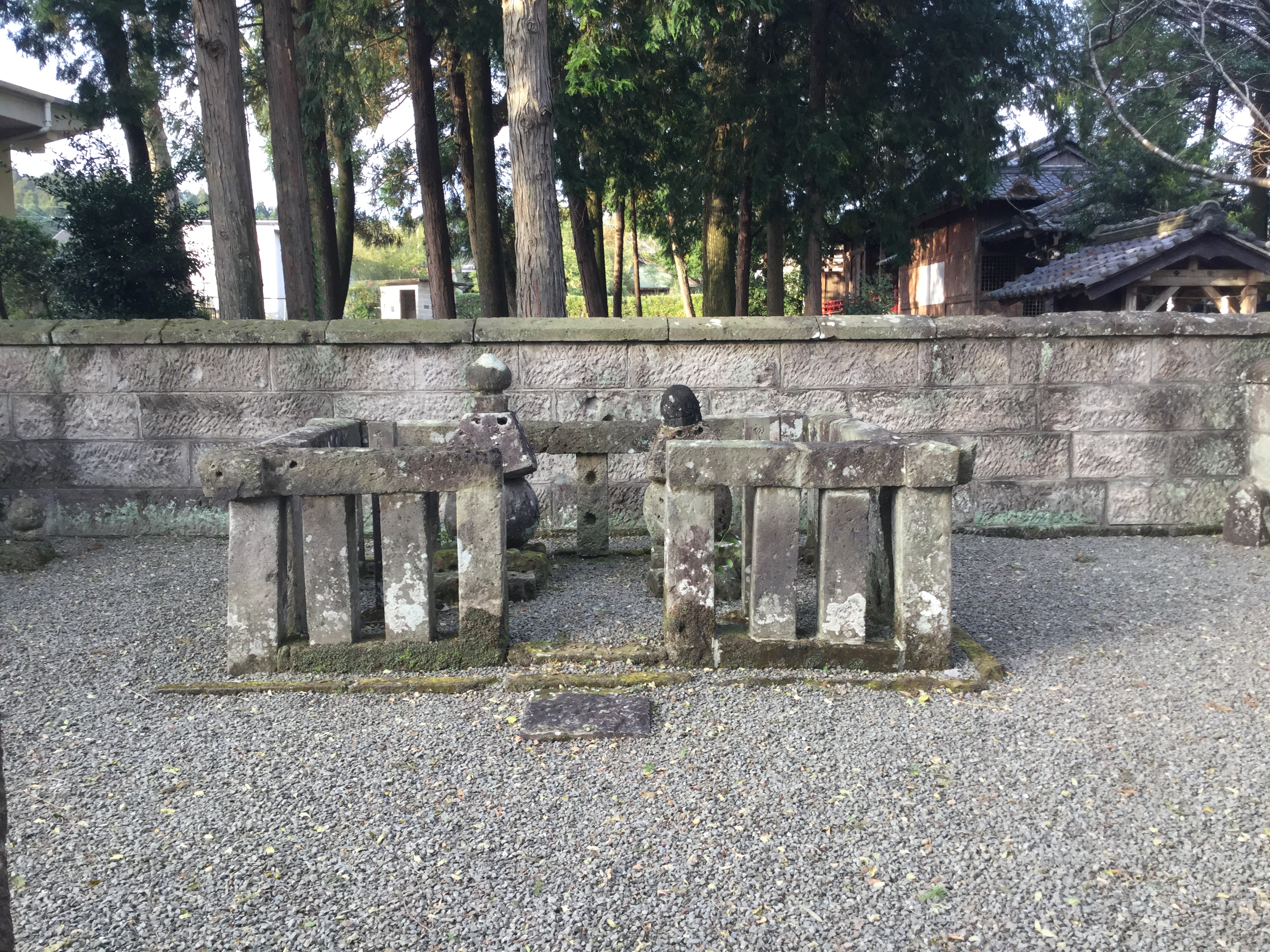
山久院跡に残る北郷資忠と妻の墓

都城市庄内町の豊幡神社は資忠を祭神としている。
その一角にある菩提寺山久院跡には、石垣に囲まれた資忠と妻の墓が現存し、都城市文化財に指定されている。妻の法名は柏庭妙意大姉。